# Guillaume LeBlanc
Guillaume LeBlanc, född den 14 april 1962 i Sept-Îles, Québec, är en kanadensisk friidrottare inom gång.
Han tog OS-silver på 20 kilometer gång vid friidrottstävlingarna 1992 i Barcelona. 